# حارة مسيك والمزرعة (صنعاء)
حارة مسيك والمزرعة هي إحدى حارات حي مسيك بمديرية شعوب إحدى مديريات العاصمة اليمنية صنعاء، بلغ تعداد سكانها 1234 نسمة حسب تعداد اليمن لعام 2004.